# Дивизия «Святой Ласло»
Дивизия «Святой Ласло» (венг. Szent László hadosztály) — пехотная дивизия Венгрии в годы Второй мировой войны. Принимала участие на заключительном этапе войны и использовалась по частям для ликвидации многочисленных прорывов на советско-германском фронте.

## История
Дивизия сформирована в октябре 1944 года из числа солдат и офицеров венгерской армии и военно-воздушных сил в составе:
- 1-й парашютный полк
  - парашютный батальон
  - батальон тяжелого вооружение
  - учебный батальон
- 2-й пехотный полк
  - королевский гвардейский пехотный батальон
  - королевский жандармский батальон
- 3-й воздушно-десантный полк
- 1-й артиллерийский батальон
- 6-й моторизованный артиллерийский батальон
- 9-й артиллерийский батальон
- 76-й артиллерийский батальон
- 1-й ракетно-пусковой батальон
- 20-й батальон штурмовых орудий
- Моторизованный военно-инженерный батальон «Святой Ласло»
- Бронетанковый разведывательный батальон «Святой Ласло»
- Моторизованный сигнальный батальон «Святой Ласло»
- Дивизионные части поддержки и снабжения «Святой Ласло»

Была названа в честь Святого Ласло, короля Венгрии в 1077—1095 и покровителя военных, и считалась элитным соединением.
19 декабря 1944 года дивизия приняла своё боевое крещение на советско-германском фронте во время Будапештской операции. Отдельные подразделения дивизии направлялись по частям для ликвидации многочисленных прорывов частей РККА и действовали отдельно друг от друга. Дивизия понесла тяжёлые потери зимой 1944-45 года и до апреля 1945 года находилась на переформировании.
К апрелю 1945 года дивизия была пополнена в основном из остатков других подразделений разгромленной венгерской армии и продолжила активные действия до конца войны в северной Хорватии и южной Австрии. С окончанием войны остатки дивизии пересекли Альпы и сдались британским войскам в Каринтии.
Некоторое время, до разрешения разногласий между британским командованием и югославскими партизанами, солдатам дивизии было разрешено оставить при себе своё оружие. Затем военнопленных переместили в лагеря для военнопленных в Германию и Австрию.

## Командиры
- бригадный генерал Золтан Сюди (венг. Zoltan Szugyi, с 12.10.1944 по 08.05.1945)